# 백제문화개발연구원
백제문화개발연구원은 백제문화의 연구개발과 전승으로 민족문화 정립하기 위하여 1982년 1월 13일 설립된 문화체육관광부 소관의 재단법인이다. 사무실은 서울특별시 용산구 한강대로43길 13, 616호 (한강로2가, 한강로대우아이빌)에 있다.

## 주요 사업
- 강연회 개최
- 학술연구비 지급
- 백제문화 조사연구